# André Merlin
 (octobre 2016).
Pour les articles homonymes, voir Merlin et André Merlin (tennis).
André Merlin, né le 17 mai 1942 de parents artisans à Pleaux (département du Cantal) en France, est un ingénieur et industriel français, ancien élève de l'École polytechnique (promotion 1962) et diplômé de l'École supérieure d'électricité (promotion 1967).
Marié en 1965, il est le père de quatre enfants et le grand-père de trois petits-enfants.

## Carrière professionnelle

### Au sein d'EDF
En 1968, André Merlin entre à 26 ans à la Direction des études et recherches d'Électricité de France. Ingénieur au sein de ce service, il y développera sa connaissance des réseaux de transport et de distribution d'électricité.
Il est, en 1974, promu au rôle de responsable du développement d'outils d'aide à la décision pour l'exploitation et la planification des réseaux électriques.
Il rejoint en 1984 le Service du Transport où il est nommé, en 1987, Chef du Centre Régional du Transport et des Télécommunications de la Région Rhône-Alpes-Auvergne et il devient, en 1989, Chef du Service du Transport et des Télécommunications d’EDF.
En 1992, il retourne, en qualité de Directeur adjoint, à la direction des Études et Recherches.
De 1994 à 1997, il est Directeur de la Production Hydraulique et Thermique Classique, du Transport d’Énergie et des Télécommunications, de l’Exploitation du Système Électrique et Directeur du Marché de la Grande Industrie, puis, de 1997 à 2000, Directeur délégué à la Présidence et à la Direction Générale d’EDF chargé de préparer la création du gestionnaire français du réseau de transport d’électricité.

### Au sein de RTE
En mai 2000, André Merlin est nommé directeur de RTE (gestionnaire du réseau de transport d'électricité), la division transport du groupe EDF, et en juin 2001 il devient, parallèlement, président de l'Association européenne des gestionnaires de réseaux de transport d'électricité (ETSO). Il devient président du Forum européen de l’énergie et des transports, comité consultatif auprès de la Commission européenne, président du Comité national français du Conseil international des grands réseaux électriques (CIGRE) et président du Conseil de surveillance de l'École supérieure d'électricité.
À la suite du changement de statut juridique de RTE (filialisation de RTE), devenu société anonyme à conseil de surveillance et directoire, André Merlin a été nommé président du directoire le 9 septembre 2005. Atteint par la limite d'âge en mai 2007, il a été nommé président d'honneur de RTE.

### En retraite d'EDF
En août 2008, il est élu président du CIGRÉ pour un mandat de 4 ans qui s'achève en août 2012. En 2008 et 2009, il est conseiller spécial du commissaire européen à l'énergie. En février 2010, il est nommé président des conseils de surveillance de RTE et d'ERDF (filiale d'EDF de distribution de l'électricité),. En janvier 2011, il est nommé président du consortium industriel pour le développement des interconnexions électriques entre l'Europe et le sud et l'est de la Méditerranée (Medgrid).

## Distinctions

### Reconnaissance par ses pairs
- Lauréat en 1985 de la médaille Blondel décernée par la Société de l'électricité, de l'électronique et des technologies de l'information et de la communication (SEE)[8]
- Membre Fellow de l'Institute of Electrical and Electronics Engineers des États-Unis, depuis 1990[1].
- Docteur honoris causa de l'Université Politehnic de Bucarest en 1999[1].
- Prix du manager international décerné par les Global Energy Awards (États-Unis) pour l'ensemble de sa carrière, en 2005[9].

### Décorations
- Officier dans l'ordre national de la Légion d'honneur